# Distretto di Orša
Il distretto di Orša (in bielorusso Аршанскі раён?, Aršanski raën; in russo Оршанский район?, Oršanskij rajon) è un distretto (rajon) della Bielorussia appartenente alla regione di Vicebsk.